# Emil Ruusuvuori
Emil Ruusuvuori (Helsinki, 2 de abril de 1999) es un tenista profesional finlandés. Actualmente ocupa el puesto n.° 222 del Ranking ATP y alcanzó el puesto 37° del ranking ATP en individuales como su mejor posición, el 3 de abril de 2023. Actualmente es el tenista finlandés número uno en individuales.   

## Carrera profesional

### 2018: Primer cuadro principal del Challenger
La temporada, la comenzó en el Hong Kong F6 Futures, que se celebró la primera semana de enero, donde fue el séptimo preclasificado en individuales y llegando hasta los cuartos de final. La semana siguiente, alcanzó su primer cuadro principal de un evento Challenger, tras superar la fase de clasificación del Challenger de Bangkok.
Ruusuvuori representó a su país en la Copa Davis en febrero, con un resultado de 1-1 en individuales para ayudar a Finlandia a avanzar sobre Túnez por marcador final de 3-2.

### 2019: Ascenso en el ranking, debut en el Top 125, primera victoria entre los 5 primeros
Para la temporada 2019, mejoró drásticamente su ranking ATP, pasó del n.° 385 a principios de año al n.° 123 al final de la temporada. En mayo, ganó su primera final Challenger en dobles con Jurij Rodionov, en el Challenger de Shymkent.
En junio ganó su primer título ATP Champions Tour en individuales, tras imponerse en dos set a Roberto Cid Subervi por 6-3, 6-2. Mientras que en julio, junto  su compatriota Harri Heliövaara, derrotaron a la pareja neerlandesa, conformada por Jesper de Jong y Ryan Nijboer por 6-3, 6-4 para ganar su segundo título de dobles de la temporada.
A mediados de agosto, disputó el Challenger de Augsburgo 2019, donde llegó hasta la final, tras superar a Bernabé Zapata Miralles en la segunda ronda en tres sets, al cabeza de serie no.1 Henri Laaksonen por 6-3, 6-4, a Pedro Martínez Portero en los cuartos de final por 6-3, 7-6, luego se enfrentó al local Julian Lenz imponiéndose en set corridos por 6-3, 7-5 para anavar a su segunda final en individual de la temporada, luego de ganar el primer set por 6-2 perderia los 2 siguientes por 4-6, 5-7, en el partido despreció 3 puntos de campeonato en el tercer set.
En septiembre de 2019, sorprendió al número 5 del mundo y dos veces finalista del Abierto de Francia, Dominic Thiem, ganándole en sets corridos en un partido de la Copa Davis contra Austria para lograr su primera victoria ante un top 10.En la última semana de septiembre participó en el Challenger de Mallorca 2019, derrotó a Thiago Seyboth Wild en su debut por 6-3, 7-6, en los cuartos y semifinales se impuso ante los locales Pedro Martínez Portero y Alejandro Davidovich Fokina ambos en set seguidos, en la final derrotó sin problemas a Matteo Viola por 6-0, 6-1.
En octubre, ganó su tercer título Challenger, tras una victoria sólida por 6-3, 6-1 sobre Alexandre Müller en el Challenger de Glasgow. En noviembre disputó su último torneo en 2019, disputado en su país, el Challenger de Helsinki, donde llegaría a la final sin perder un set, en la final se impuso en tres set a Mohamed Safwat.

### 2020: Debut en el Top 100 y Grand Slam, primera semifinal del ATP Tour
Inició la temporada 2020 en el Challenger de Canberra 2020, donde tuvo una notable victoria ante el tercer preclasificado, Jannik Sinner, por 6-3, 6-4, avanzaría hasta la final tras superar a Denis Kudla en semifinal por marcador de 6-0, 7-5, para su primera final de la temporada donde perdería en tres set sobre Philipp Kohlschreiber.
Participó por primera vez en la clasificación de un Grand Slam, en el Abierto de Australia 2020, ganaría su partido de primera ronda contra Facundo Mena, perdiendo en el siguiente partido. En febrero participó en clasificación del Torneo de Montpellier 2020, ganando sus dos partidos para clasificar por primera vez a un cuadro principal de un torneo del ATP Tour, obteniendo su primera victoria, frente a Dennis Novak.
Ruusuvuori, disputó la clasificación del Masters 1000 de Cincinnati, en ese momento ocupaba el puesto número 100 del ranking y tras superar a Jérémy Chardy y Thiago Monteiro hizo su debut en un cuadro principal de un torneo Masters 1000, obteniendo su primera victoria frente al local Sebastian Korda, alcanzando la segunda ronda, donde perdería ante el sexto preclasificado Matteo Berrettini. Posteriormente, alcanzó la segunda ronda de un Grand Slam por primera vez en su carrera en el Abierto de Estados Unidos, donde derrotó a Aljaž Bedene en la primera ronda en cinco set, para luego enfrentarse a Casper Ruud, terminó abandonando partido, tras retirarse en el tercer set. En el Torneo de Roland Garros, que se celebró en septiembre debido a la Pandemia de COVID-19, perdió en su debut en primera ronda contra el local Benjamin Bonzi. Ruusuvuori llegó a las semifinales en Torneo de Astaná 2020, donde perdió ante Adrian Mannarino.

### 2021: debut en el Top 70, cuarta ronda del Masters de Miami

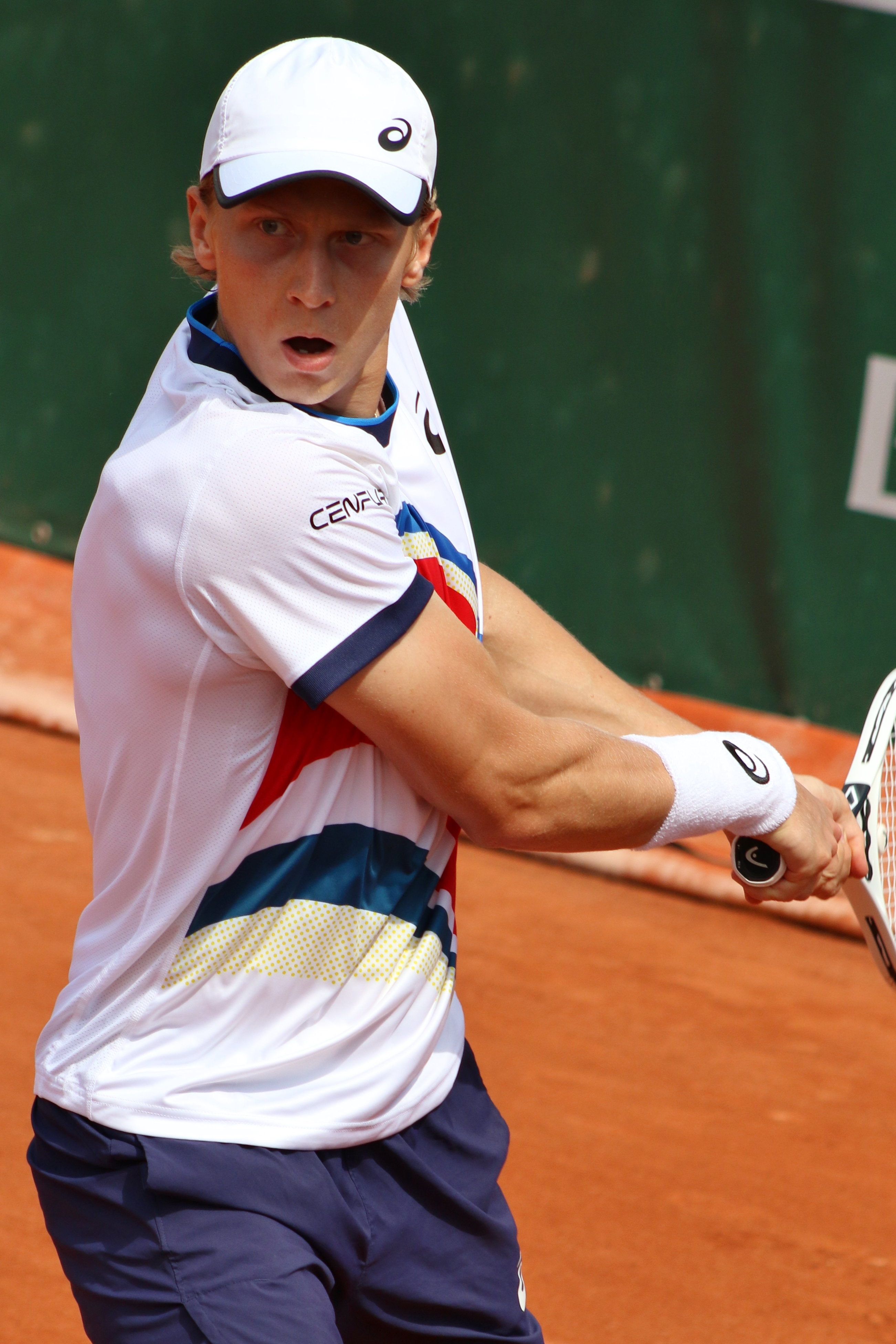
Ruusuvuori en Roland garros en 2021

En enero hizo su debut en el cuadro principal del Abierto de Australia 2021, donde tuvo una notable victoria sobre Gaël Monfils preclasificado no.10, en un partido a cinco set, para avanzar a segunda ronda de un Grand Slam por segunda vez en su carrera.
En marzo, disputó el Masters de Miami 2022 donde derrotó a Carlos Alcaraz en la primera ronda en tres set y luego logró una gran sorpresa sobre el No. 7 del mundo Alexander Zverev, al ganarle tras remontar los últimos dos set, luego de perder el primero por 1-6, ganó los siguientes por 6-3, 6-1 para conseguir su tercera victoria contra un jugador ubicado entre los 10 mejores. En el torneo alcanzó la tercera ronda, perdiendo ante Jannik Sinner, en lo que, hasta ese momento fue su mejor resultado en un evento Masters 1000.
Ruusuvuori llegó a las semifinales del Torneo de Atlanta, luego de vencer a Mackenzie McDonald, Benoît Paire y al tercer favorito Cameron Norrie, antes de perder contra Brandon Nakashima. Disputó el Torneo de Washington donde cayó nuevamente ante Jannik Sinner en la segunda ronda. El 2 de agosto, como resultado, ingresó al top 70, ubicándose en el puesto no. 69 del ranking.
En Winston-Salem Open, alcanzó su tercer cuarto de final del año al derrotar nuevamente al Benoît Paire, y su tercera semifinal a nivel ATP en su carrera al derrotar a Richard Gasquet, posteriormente, perdió ante Ilya Ivashka.

### 2022: Primera final del ATP Tour, debut entre los 40 mejores
Ruusuvuori comenzó el año en el Melbourne Summer Set 1, llegando hasta las semifinales, perdiendo ante el No. 6 del mundo Rafael Nadal, en dos sets. En el Abierto de Australia, perdió en la primera ronda ante el cabeza de serie no. 9 Félix Auger-Aliassime, en cinco sets, a pesar de liderar en el tercero, 2 sets a 1.
Disputó el Torneo de Pune, como sexta cabeza de serie donde alcanzó su primera final ATP de su carrera tras derrotar a Egor Gerasimov, Vít Kopřiva, Jiří Veselý campeón defensor, y a Kamil Majchrzak en semifinales. Perdió ante João Sousa en la final en tres sets.
El 14 de febrero, hizo su debut en el Torneo de Catar en Doha, donde venció a David Goffin en su partido de primera ronda, pero fue derrotado en la siguiente por Karen Khachanov. Pudo alcanzar el puesto 63, siendo el más alto de su carrera, el 25 de abril, después de haber logrado segunda ronda en los Masters de Indian Wells, Miami y Montecarlo, además de una tercera ronda en el Barcelona Open Banc Sabadell. Luego llegó a los cuartos de final en el Torneo de Múnich, entrando al top 60, el 2 de mayo.
En el Masters de Roma 2022, se clasificó para el cuadro principal como lucky loser en sustitución de Carlos Alcaraz, donde perdió ante Cristián Garín en la segunda ronda, tras haber recibido un bye en la primera ronda.  Ruusuvuori ganó su primer partido en el Abierto de Francia de 2022 sobre el local Ugo Humbert en cinco sets y en la segunda ronda, perdió ante Casper Ruud, en sets corridos.
Alcanzó el puesto número 48 del ranking después del Queen's Club Championships de 2022, donde llegó a los cuartos de final como clasificado derrotando al local Jack Draper. Hizo su debut en el Campeonato de Wimbledon 2022 y ganó su partido en primera ronda, derrotando a Yoshihito Nishioka.
En el Torneo de Washington 2022, derrotó al número 11 del mundo y segundo favorito Hubert Hurkacz en la segunda ronda, pero perdió en octavos de final ante Mikael Ymer.  En el Masters de Canadá 2022 en Montreal, derrotó al ex número 3 del mundo Stan Wawrinka en la primera ronda. Mientras que en elTorneo de Estocolmo 2022, llegó a semifinales derrotando al semifinalista del año anterior y tercer favorito Frances Tiafoe. Subió 9 posiciones hasta el número 43 y terminó el año en el puesto número 40 del mundo.

### 2023: Primer cuarto de final del Masters en Miami
Ruusuvuori comenzó la temporada en el Torneo de Pune 2023. Como tercer cabeza de serie y finalista del año anterior, fue derrotado en la segunda ronda por el eventual finalista Benjamin Bonzi. En el Abierto de Australia, perdió en la segunda ronda ante el quinto favorito y número 6 del mundo, Andrey Rublev, en cuatro sets.
Representando a Finlandia durante la eliminatoria de la Copa Davis contra Argentina, Ruusuvuori ganó ambos partidos que disputó, venciendo aPedro Cachín y Facundo Bagnis. Al final, Finlandia ganó la eliminatoria 3-1 a Argentinapara clasificarse para las Finales de la Copa Davis.
Como séptimo preclasificado en el Open Sud de France, perdió su partido de segunda ronda ante el eventual finalista Maxime Cressy. En el Torneo de Catar 2023, venció al sexto favorito y número 29 del mundo, Daniel Evans, en la primera ronda, pero perdió en la siguiente ronda ante Jiří Lehečka.
En Indian Wells Masters, derrotó al 22º sembrado y No. 27 del mundo, Roberto Bautista Agut, en la segunda ronda.  Posteriormente, perdió en la tercera ronda ante el No. 14 del mundo, Alexander Zverev. En el Masters de Miami 2023, volvió a vencer a Roberto Bautista Agut, en la segunda ronda, logrando avanzar a terceras rondas consecutivas en Masters 1000, y por segunda vez en este torneo.  Derrotó a Taro Daniel en la tercera ronda para llegar a la cuarta ronda por segunda vez en este Masters. En la siguiente ronda derrotó a Botic van de Zandschulp, para alcanzar su primer cuarto de final de Masters en su carrera. Finalmente, fue derrotado por el número 11 del ranking, Jannik Sinner. El 3 de abril, gracias a estos resultados, alcanzó un nuevo récord personal, avanzando hasta el puesto número 37 del ranking.
 Emil Ruusuvuori comenzó su temporada en tierra batida en el Masters de Montecarlo, donde fue eliminado en la última ronda de clasificación por Jan-Lennard Struff.  No obstante, debido a la retirada de Frances Tiafoe del torneo, Ruusuvuori obtuvo una plaza como "lucky loser" en el cuadro principal, donde cayó en la primera ronda ante Jiří Lehečka.
En el Abierto de Barcelona, avanzó hasta la tercera ronda, tras haber derrotado en la segunda a Frances Tiafoe, número 12 del mundo, en tres sets. Sin embargo, fue superado por el local Alejandro Davidovich Fokina en dicha instancia. En el Masters de Roma 2023, Ruusuvuori fue eliminado en la segunda ronda por Daniil Medvedev, tercer favorito y eventual campeón del torneo. En el Abierto de Francia, el finlandés fue derrotado en la segunda ronda por Grigor Dimitrov en un encuentro que se resolvió en tres sets.
Ruusuvuori inició su temporada sobre césped en el Torneo de 's-Hertogenbosch 2023, donde destacó al vencer a Ugo Humbert en la segunda ronda. En los cuartos de final, logró su tercera victoria ante un jugador del top 10 al imponerse al número 9 del mundo, Jannik Sinner. Posteriormente, fue derrotado en semifinales por el eventual campeón, Tallon Griekspoor.
En el Masters de Cincinnati, Ruusuvuori obtuvo su cuarta victoria ante un top-10, al derrotar a Andrey Rublev, y alcanzó la tercera ronda del torneo. En Estocolmo, logró vencer a Benjamin Hassan, pero fue eliminado por Tallon Griekspoor, quien se encontraba como tercer preclasificado.

### 2024: Segunda final ATP y victoria número 100 de su carrera
En enero, llegó a su segunda final a nivel ATP, en el Torneo de Hong Kong, donde derrotó a Benjamin Bonzi en su debut tras perder el primer set en tie-break se impuso en los dos siguientes por 6-2, 6-1 para avanzar a segunda ronda donde se impuso ante el segundo cabeza de serie, Karen Khachanov en tres set, en los cuartos de final se enfrentó a Pavel Kotov ganando en set corridos para disputarse un lugar en la final, logrando una victoria sobre Sebastian Ofner por marcador de 4-6, 7-5, 6-3 para disputar la final contra el primer preclasificado, Andréi Rubliov perdiendo por doble 4-6. El 8 de enero, como resultado, regresó al top 50. 
En el Abierto de Australia de 2024 registró su victoria número 100 al derrotar Patrick Kypson, convirtiéndose en el segundo tenista Finlandés en alcanzar este hito después de Jarkko Nieminen. Perdería en la segunda ronda contra el eventual finalista Daniil Medvédev en cinco set, siendo su primera derrota en un partido a cinco set.  En el Torneo de Róterdam, llegó a los cuartos de final tras derrotar a Ugo Humbert y Jan-Lennard Struff en las rondas previas, perdiendo en los cuartos de final contra el local Tallon Griekspoor.
Alcanzó la tercera ronda de un Grand Slam importante por primera vez en el Campeonato de Wimbledon de 2024, con victorias sobre Mackenzie McDonald en cinco set y sobre Stefanos Tsitsipas en cuatro set. Se convirtió en el tercer jugador finlandés en llegar a la tercera ronda en el Campeonato de Wimbledon, uniéndose a Pekka Säilä y Jarkko Nieminen. 
Finalizó su temporada tras retirarse del Abierto de Estados Unidos.

### Copa Davis
Desde 2019 Emil Ruusuvuori participa en el Equipo de Copa Davis de Finlandia, disputando hasta el momento 9 encuentros, todos en individuales. Ha ganado 5 y ha perdido los 4 restantes, destacando su victoria ante Dominic Thiem.

## Títulos ATP (0; 0+0)

### Individual (0)
| Leyenda                         |
| Grand Slam (0)                  |
| ATP Wourld Tour Finals (0)      |
| ATP World Tour Masters 1000 (0) |
| ATP World Tour 500 (0)          |
| ATP World Tour 250 (0)          |

#### Finalista (2)
| N.º | Fecha                | Torneo    | Superficie | Oponente en la final | Resultado        |
| --- | -------------------- | --------- | ---------- | -------------------- | ---------------- |
| 1.  | 6 de febrero de 2022 | Pune      | Dura       | João Sousa           | 6-7(9), 6-4, 1-6 |
| 2.  | 7 de enero de 2024   | Hong Kong | Dura       | Andrey Rublev        | 4-6, 4-6         |

### Dobles (0)
| Leyenda                         |
| Grand Slam (0)                  |
| ATP Wourld Tour Finals (0)      |
| ATP Masters 1000 World Tour (0) |
| ATP World Tour 500 series (0)   |
| ATP World Tour 250 series (0)   |

#### Finalista (1)
| N.º | Fecha                 | Torneos  | Superficie | Pareja                 | Oponentes en la final      | Resultado |
| --- | --------------------- | -------- | ---------- | ---------------------- | -------------------------- | --------- |
| 1.  | 11 de febrero de 2024 | Marsella | Dura (i)   | Patrik Niklas-Salminen | Tomáš Macháč Zhizhen Zhang | 3-6, 4-6  |

## Títulos Challenger (7; 4+3)

### Individuales (4)
| N.° | Fecha      | Torneo                 | Superficie | Oponente en la final | Resultado        |
| --- | ---------- | ---------------------- | ---------- | -------------------- | ---------------- |
| 1.  | 23.06.2019 | Challenger de Fergana  | Dura       | Roberto Cid Subervi  | 6-3, 6-2         |
| 2.  | 01.09.2019 | Challenger de Mallorca | Dura       | Matteo Viola         | 6-0, 6-1         |
| 3.  | 22.09.2019 | Challenger de Glasgow  | Dura (i)   | Alexandre Müller     | 6-3, 6-1         |
| 4.  | 17.11.2019 | Challenger de Helsinki | Dura (i)   | Mohamed Safwat       | 6-3, 6-7(4), 6-2 |

## Clasificación histórica
| Grand Slam              |                 |                 |                 |                 |                 |                 |                 |                 |                 |            |            |
| Abierto de Australia    | A               | A               | A               | A               | 2R              | 1R              | 2R              | 2R              | A               | 0 / 3      | 2-3        |
| 'Roland Garros'         | A               | A               | A               | 1R              | 1R              | 2R              | 2R              | 2R              | -               | 0 / 4      | 2-4        |
| 'Wimbledon'             | A               | A               | A               | ND              | 1R              | 2R              | 1R              | 3R              | -               | 0 / 2      | 1-2        |
| 'Abierto de EE.UU.'     | A               | A               | A               | 2R              | 2R              | 1R              | A               | A               | -               | 0 / 3      | 2-3        |
| Total G-P               | 0-0             | 0-0             | 0-0             | 1-2             | 2-4             | 2-4             | 2-3             | 3-3             | 0               | 0 / 16     | 10-16      |
| ATP Finals              | No se clasificó | No se clasificó | No se clasificó | No se clasificó | No se clasificó | No se clasificó | No se clasificó | No se clasificó | No se clasificó | 0 / 0      | 0-0        |
| Total G-P               |                 |                 |                 |                 |                 |                 |                 |                 |                 | 0 / 0      | 0-0        |
| Juegos Olímpicos        | No disputado    | No disputado    | No disputado    | No disputado    | A               | No disputado    | No disputado    | A               |                 | 0 / 0      | 0-0        |
| Total G-P               |                 |                 |                 |                 | 0-0             |                 |                 |                 |                 | 0 / 0      | 0-0        |
| ATP Tour Masters 1000   |                 |                 |                 |                 |                 |                 |                 |                 |                 |            |            |
| Indian Wells            | A               | A               | A               | ND              | 2R              | 2R              | 3R              |                 | A               | 0 / 3      | 4-3        |
| Miami                   | A               | A               | A               | ND              | 4R              | 2R              | CF              |                 | A               | 0 / 3      | 8-3        |
| Montecarlo              | A               | A               | A               | ND              | A               | 2R              | 1R              |                 |                 | 0 / 2      | 1-2        |
| Madrid                  | A               | A               | A               | ND              | A               | A               | 2R              |                 |                 | 0 / 1      | 1-1        |
| Roma                    | A               | A               | A               | A               | A               | 2R              | 2R              |                 |                 | 0 / 2      | 1-2        |
| Canadá                  | A               | A               | A               | ND              | 1R              | 2R              |                 |                 |                 | 0 / 2      | 1-2        |
| Cincinnati              | A               | A               | A               | 2R              | A               | 2R              |                 |                 |                 | 0 / 2      | 2-2        |
| Shanghái                | A               | A               | A               | No disputado    | No disputado    | No disputado    |                 | A               |                 | 0 / 0      | 0-0        |
| París                   | A               | A               | A               | A               | A               | A               |                 | A               |                 | 0 / 0      | 0-0        |
| Total G-P               | 0-0             | 0-0             | 0-0             | 1-1             | 4-3             | 5-6             | 6-5             |                 |                 | 0 / 15     | 18-15      |
| Representacion Nacional |                 |                 |                 |                 |                 |                 |                 |                 |                 |            |            |
| Copa Davis              | Z1              | Z1              | Z1              | A               | Z1              | Z1              |                 |                 |                 | 0 / 6      | 14-6       |
| Total G-P               | 0-1             | 3-3             | 2-0             | 0-0             | 1-0             | 3-1             | 2-0             |                 |                 | 0 / 6      | 14-6       |
| Estadísticas            |                 |                 |                 |                 |                 |                 |                 |                 |                 |            |            |
|                         | 2017            | 2018            | 2019            | 2020            | 2021            | 2022            | 2023            |                 |                 | Totales    | Totales    |
| Torneos                 | 0               | 0               | 0               | 5               | 22              | 27              |                 |                 |                 | 70         | 70         |
| Títulos                 | 0               | 0               | 0               | 0               | 0               | 0               |                 |                 |                 | 0          | 0          |
| Finales                 | 0               | 0               | 0               | 0               | 0               | 1               |                 |                 |                 | 1          | 1          |
| G/P en General          | 0-1             | 3-3             | 2-0             | 6-9             | 23-22           | 34-28           |                 |                 |                 | 83-76      | 83-76      |
| Ranking                 | 670             | 385             | 123             | 86              | 95              | 40              |                 |                 |                 | $2,681,334 | $2,681,334 |

## Victorias sobre Top 10
| Año       | 2017 | 2018 | 2019 | 2020 | 2021 | 2022 | 2023 | 2024 | 2025 | Total |
| --------- | ---- | ---- | ---- | ---- | ---- | ---- | ---- | ---- | ---- | ----- |
| Victorias | 0    | 0    | 1    | 0    | 1    | 0    | 2    | 0    | 0    | 4     |

| #    | Jugador          | Ranking | Torneo                         | Superficie | Rd | Resultado                 | Ranking |
| ---- | ---------------- | ------- | ------------------------------ | ---------- | -- | ------------------------- | ------- |
| 2019 |                  |         |                                |            |    |                           |         |
| 1.   | Dominic Thiem    | 5       | Copa Davis, Espoo, Finlandia   | Hard (i)   | Z1 | 6–3, 6–2                  | 163     |
| 2021 |                  |         |                                |            |    |                           |         |
| 2.   | Alexander Zverev | 7       | Miami, Estados Unidos          | Hard       | 2R | 1–6, 6–3, 6–1             | 83      |
| 2023 |                  |         |                                |            |    |                           |         |
| 3.   | Jannik Sinner    | 9       | 's-Hertogenbosch, Países Bajos | Grass      | QF | 6–3, 6–4                  | 42      |
| 4.   | Andrey Rublev    | 8       | Cincinnati, Estados Unidos     | Hard       | 2R | 7–6(12–10), 5–7, 7–6(7–3) | 60      |